# Список мохообразных Исландии

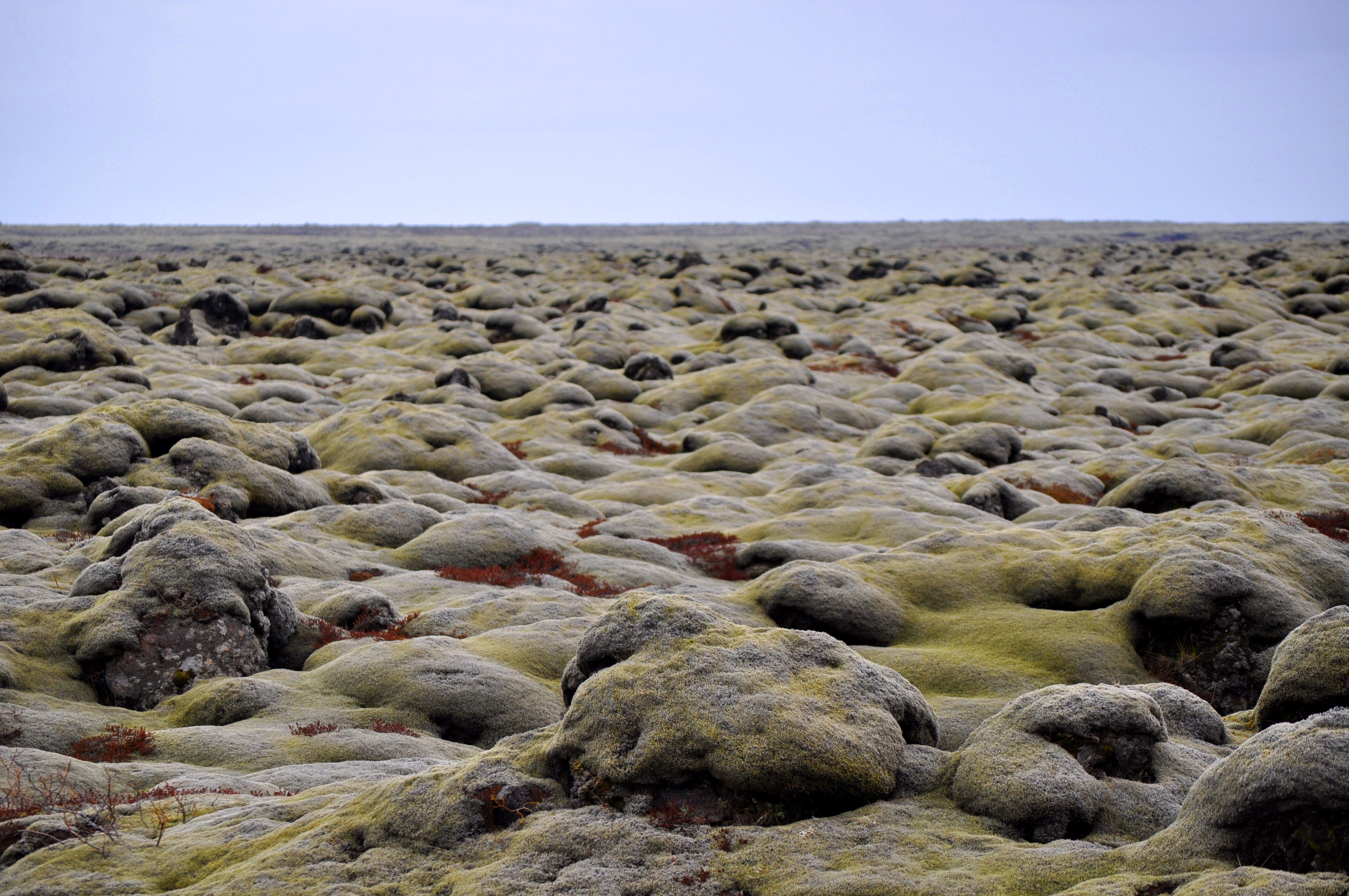
Исландские лавовые поля покрытые мхами

Остров Исландия расположен в северной части Атлантического океана и обитающие на нём мохообразные в основном типичны для северной Европы. Всего список мохообразных Исландии включает свыше 600 видов как собственно мхов (Bryopsida), так и других сходных с ними растений — печёночников (Marchantiopsida) и антоцеротовых (Anthocerotopsida).
Исландия является родиной и местом произрастания разнообразных мхов, включая основные виды циркумполярной арктической флоры, например, Bryoxiphium norvegicum, Andreaea blyttii, Didymodon giganteus, Jungermannia polaris, Warnstorfia tundrae, Bryum arcticum и др. Значительное видовое богатство мохобразных Исландии связано, с одной стороны, с большим разнообразием пригодных для их обитания экотопов (поверхности лавовых полей и камней, расщелины и трещины, участки обнаженной почвы и горные долины, сырые поверхности скал и заболоченные тундры, берега мнгочиселеных горных ручьев и проч.), а с другой — со слабой конкуренцией со стороны сосудистых растений.
Распространены различные типы мохово-осокых и мохово-пушицевых тундр со значительной примесью разнотравья, ползучих полярных ив и карликовых берёз. Весьма обычны сплошные «моховые поля», полностью состоящие из олиготрофных видов зеленых мхов, которые покрывают значительную часть территории острова, особенно на лавовых полях у подножий вулканов, там где извержения случались относительно недавно.

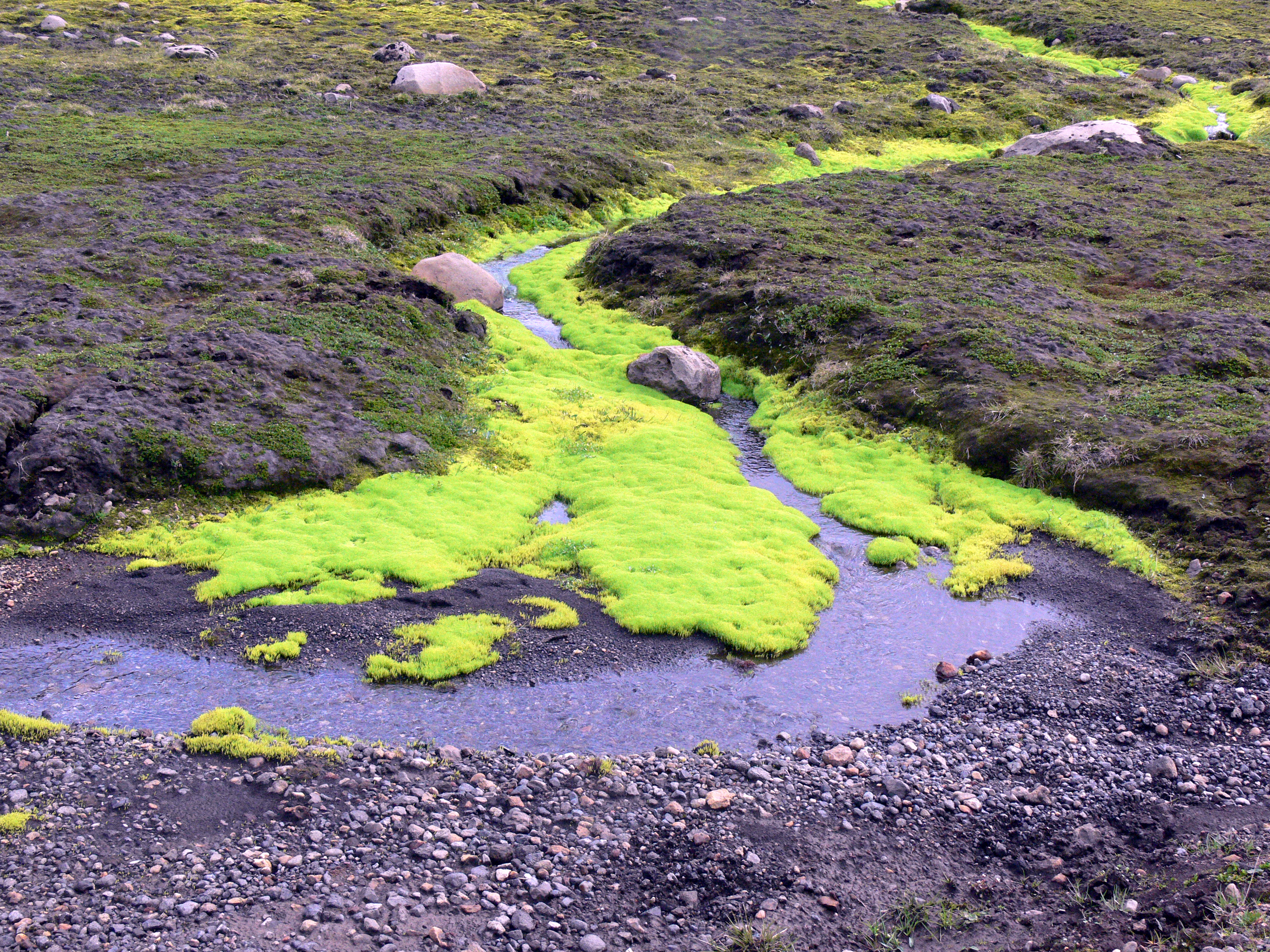
Мохообразные на берегу ручья

Широко распространены моховые болота. Склоны гор и долины между ними часто покрывают сплошные заросли мхов и ягодники (черника, голубика, костяника). Вблизи термальных источников, в разнообразных ручьях с теплой водой и мелководных прточных водоемах обитают специфические водные и околоводные виды мхов, такие как Bryum weigelii, Calliergonella cuspidata, Fontinalis antipyretica, Hygrohypnum polare и др.
Олиготрофные и холодоустойчивые моховые группировки обнаруживаются даже на каменистых россыпях у краёв ледников. В то же время мохообразные растения практически отсутствуют на обширных массивах песчаных дюн, морском побережье и морских скалах, на поверхности базальтовых плато и ледников.

## Anthocerotophyta—Антоцеротовые мхи

### Anthocerotaceae—Антоцеротовые
1. Phaeoceros carolinianus (Michx) Prosk. — Феоцерос каролинский

## Marchantiophyta—Печёночные мхи

### Anastrophyllaceae—Анастрофилловые
1. Anastrophyllum minutum (Schreb.) R.M.Schust. — Анастрофиллюм малый
2. Anastrophyllum saxicola (Schrad.) R.M.Schust. — Анастрофиллюм наскальный
3. Barbilophozia atlantica (Kaal.) Müll.Frib. — Барбилофозия атлантическая
4. Barbilophozia barbata (Schmidel ex Schreb.) Loeske — Барбилофозия бородатая
5. Barbilophozia floerkei (F.Weber & D.Mohr) Loeske — Барбилофозия Флерке
6. Barbilophozia hatcheri (A.Evans) Loeske — Барбилофозия Хатчера
7. Barbilophozia kunzeana (Huebener) Müll.Frib. — Барбилофозия Кунце
8. Barbilophozia lycopodioides (Wallr.) Loeske — Барбилофозия плауновидная
9. Barbilophozia quadriloba (Lindb.) Loeske — Барбилофозия четырёхлопастная
10. Gymnocolea inflata (Huds.) Dumort. — Гимноколеа вздутая
11. Eremonotus myriocarpus (Carrington) Pearson — Эремонотус бесчисленноплодный
12. Lophozia bicrenata (Schmidel ex Hoffm.) Dumort — Лофозия двугородчатая
13. Lophozia debiliformis R.M.Schust. et Damsholt — Лофозия ненормальная
14. Lophozia excisa (Dicks.) Dumort. — Лофозия вырезанная
15. Lophozia grandiretis (Lindb. ex Kaal.) Schiffn. — Лофозия крупноклеточная
16. Lophozia longidens (Lindb.) Macoun — Лофозия длиннозубая
17. Lophozia obtusa (Lindb.) A.Evans — Лофозия тупая
18. Lophozia opacifolia Culm. ex Meyl. — Лофозия матоволистая
19. Lophozia sudetica (Nees ex Huebener) Grolle — Лофозия судетская
20. Lophozia ventricosa (Dicks.) Dumort — Лофозия вздутая
21. Lophozia wenzelii (Nees) Steph. — Лофозия Венцеля
22. Leiocolea badensis (Gottche) Jørg. — Лофозия баденская
23. Leiocolea bantriensis (Hook.) Jørg. — Лофозия бэнтриенская
24. Leiocolea gillmanii (Austin) A.Evans — Лофозия Джильмена
25. Leiocolea heterocolpos (Thed. ex Hartm.) H.Buch — Лофозия разнопобеговая
26. Leiocolea rutheana (Limpr.) Müll.Frib. — Лофозия Руте
27. Sphenolobopsis pearsonii (Spruce) R.M. Schust. — Сфенолобопсис Пирсона
28. Tetralophozia setiformis (Ehrh.) Schljakov — Тетралофозия щетинковидная
29. Tritomaria polita (Nees) Jörg. — Тритомария глянцеватая
30. Tritomaria quinquedentata (Huds.) H.Buch — Тритомария пятизубая
31. Tritomaria scitula (Tayl.) Joerg. — Тритомария красивенькая

### Aneuraceae—Аневровые
1. Aneura pinguis (L.) Dumort — Аневра тучная
2. Riccardia chamaedryfolia (With.) Grolle — Риккардия дубровколистная
3. Riccardia incurvata Lindb. — Риккардия загнутая
4. Riccardia latifrons (Lindb.) Lindb. — Риккардия широколопастная
5. Riccardia multifida (L.) S.Gray — Риккардия многораздельная

### Antheliaceae—Антелиевые
1. Anthelia julacea (L.) Dumort — Антелия серёжчатая
2. Anthelia juratzkana (Limpr.) Trevis — Антелия Юрацки

### Aytoniaceae—Астерелловые
1. Asterella gracilis (F.Weber) Underw. — Астерелла стройная
2. Reboulia hemisphaerica (L.) Raddi — Ребулия полушаровидная

### Blasiaceae—Блазиевые
1. Blasia pusilla L. — Блазия крошечная

### Calypogeiaceae—Калипогеевые
1. Calypogeia fissa (L.) Raddi — Калипогея расщеплённая
2. Calypogeia muelleriana (Schiffn.) Müll.Frib.Калипогея Мюллера
3. Calypogeia sphagnicola (Arnell & J. Perss.) Warnst.& Loeske — Калипогея сфагновая

### Cephaloziaceae—Цефалозиевые
1. Cephalozia ambigua C.Massal. — Цефалозия неопределённая
2. Cephalozia bicuspidata  (L.) Dumort. — Цефалозия двузаострённая
3. Cephalozia pleniceps  (Austin) Lindb. — Цефалозия обильноголовая
4. Cladopodiella francisci  (Hook.) Jörg. — Кладоподиелла Фрэнсиса
5. Hygrobiella laxifolia  (Hook.) Spruce — Гигробиелла расставленнолистная
6. Odontoschisma elongatum  (Lindb.) A.Evans — Одонтосхизма удлинённая
7. Odontoschisma macounii  (Austin) Underw. — Одонтосхизма Макоуна
8. Odontoschisma sphagni  (Dicks.) Dumort. — Одонтосхизма сфагновая
9. Pleurocladula albescens  (Hook.) Grolle — Одонтосхизма беловатая

### Cephaloziellaceae—Цефалозиелловые
1. Cephaloziella arctogena  (R.M.Schust.) Konstantinova — Цефалозиелла арктическая
2. Cephaloziella dentata  (Raddi) Migula — Цефалозиелла, или зубчатая
3. Cephaloziella divaricata  (Sm.) Schiffn. — Цефалозиелла растопыренная
4. Cephaloziella hampeana  (Nees) Warnst. — Цефалозиелла Хампе
5. Cephaloziella integerrima  (Lindb.) Warnst. — Цефалозиелла цельнокрайная
6. Cephaloziella massalongi  (Spruce) K.Müll. — Цефалозиелла
7. Cephaloziella rubella  (Nees) Warnst. — Цефалозиелла красноватая
8. Cephaloziella spinigera  (Lindb.) Joerg. — Цефалозиелла слабозубчатая
9. Cephaloziella varians  (Gott.) Steph. — Цефалозиелла изменчивая

### Cleveaceae—Клевеевые
1. Sauteria alpina (Nees) Nees — Заутерия альпийская

### Conocephalaceae—Коноцефаловые
1. Conocephalum conicum (L.) Dumort. — Коноцефалум конический

### Fossombroniaceae—Фоссомброниевые
1. Fossombronia foveolata Lindb. — Фоссомброния ямчатая
2. Fossombronia wondraczekii (Corda) Lindb. — Фоссомброния Вондрачка

### Frullaniaceae—Фрулланиевые
1. Frullania dilatata (L.) Dumort — Фруллания расширенная
2. Frullania fragilifolia (Tayl.) Gottsche. et al. — Фруллания ломколистная
3. Frullania tamarisci (L.) Dumort — Фруллания тамарисковая

### Geocalycaceae—Геокаликсовые
1. Chiloscyphus coadunatus  (Sw.) J.J.Engel & R.M.Schust. — Хилосцифус остроконечный
2. Chiloscyphus minor  (Nees) J.J.Engel & R.M.Schust. — Хилосцифус малый
3. Chiloscyphus polyanthos  (L.) Corda — Хилосцифус многоцветковый
4. Harpanthus flotovianus (Nees) Nees — Гарпантус Флотова

### Gymnomitriaceae—Гимномитрионовые
1. Gymnomitrion apiculatum (Schiffn.) Müll.Frib. — Гимномитрион заострённый
2. Gymnomitrion concinnatum (Lightf.) Corda — Гимномитрион стройный
3. Gymnomitrion corallioides Nees — Гимномитрион коралловидный
4. Marsupella adusta (Nees) Spruce — Марсупелла обгорелая
5. Marsupella brevissima (Dumort.) Grolle — Марсупелла коротенькая
6. Marsupella commutata (Limpr.) Bernet — Марсупелла изменчивая
7. Marsupella condensata (Ångstr. ex C.Hartm.) Kaal. — Марсупелла сжатая
8. Marsupella emarginata (Ehrh.) Dumort. — Марсупелла выемчатая
9. Marsupella funckii (F.Weber & D.Mohr) Dumort. — Марсупелла Функа
10. Marsupella sparsifolia (Lindb.) Dumort. — Марсупелла расставленнолистная
11. Marsupella spiniloba R.M.Schust. & Damsh. — Марсупелла колючелопастная
12. Marsupella sprucei (Limpr.) Bernet — Марсупелла Спруса

### Haplomitriaceae—Гапломитриевые
1. Haplomitrium hookeri (Sm.) Nees — Гапломитриум Хукера

### Herbertaceae—Гербертовые
1. Herbertus stramineus  (Dumort.) Trevis. — Гербертус соломенно-жёлтый

### Jungermanniaceae—Юнгерманниевые
1. Jungermannia atrovirens Dum. — Юнгерманния тёмно-зелёная
2. Jungermannia borealis Damsh. & Vana — Юнгерманния северная
3. Jungermannia caespiticia Lindenb. — Юнгерманния дернистая
4. Jungermannia confertissima Nees. — Юнгерманния густолистная
5. Jungermannia exsertifolia Steph. — Юнгерманния выступающелистная
6. Jungermannia gracillima Sm. — Юнгерманния стройная
7. Jungermannia hyalina Lyell — Юнгерманния бесцветная
8. Jungermannia obovata Nees — Юнгерманния обратнояйцевидная
9. Jungermannia polaris Lindb. — Юнгерманния полярная
10. Jungermannia pumila With. — Юнгерманния маленькая
11. Jungermannia sphaerocarpa Hook. — Юнгерманния шаровидноплодная
12. Jungermannia subelliptica (Kaal.) Lev. — Юнгерманния субэлиптическая
13. Nardia breidleri (Limpr.) Lindb. — Нардия Брайдлера
14. Nardia geoscyphus (DeNot.) Lindb. — Нардия чашевидная
15. Nardia scalaris  S.Gray — Нардия лестничная

### Lejeuneaceae—Леженеевые
1. Lejeunea cavifolia (Ehrh.) Lindb. — Леженея пололистная

### Lepidoziaceae—Лепидозиевые
1. Kurzia pauciflora (Dicks.) Grolle — Курция малоцветковая
2. Lepidozia reptans (L.) Dumort. — Лепидозия ползучая

### Marchantiaceae—Маршанцевые
1. Marchantia polymorpha L. — Маршанция многообразная
2. Preissia quadrata (Scop.) Nees — Прейссия квадратная

### Metzgeriaceae—Метцгериевые
1. Metzgeria conjugata Lindb. — Метцгерия спаренная
2. Metzgeria furcata (L.) Dum. — Метцгерия вильчатая

### Monosoleniaceae—Моносолениевые
1. Peltolepis quadrata (Sauter) Müll.Frib. — Пельтолепис квадратный

### Pallavicinaceae—Паллавичиниевые
1. Moerckia blyttii (Moerch) Brockm. — Мёркия Блютта
2. Moerckia hibernica (Hook.) Gottsch. — Мёркия ирландская

### Pelliaceae—Пеллиевые
1. Pellia endiviifolia (Dicks.) Dumort. — Пеллия эндивиелистная
2. Pellia neesiana (Gottsche) Limpr. — Пеллия Нееса

### Plagiochilaceae—Плагиохиловые
1. Plagiochila porelloides  (Torrey ex Nees) Lindenb. — Плагиохила порелловидная

### Porellaceae—Порелловые
1. Porella cordaeana (Huebener) Moore — Порелла Корды

### Pseudolepicoleaceae—Псевдолепиколеевые
1. Blepharostoma trichophyllum  (L.) Dumort. — Блефаростома волосолистная

### Ptilidiaceae—Птилидиевые
1. Ptilidium ciliare  (L.) Hampe — Птилидиум реснитчатый

### Radulaceae—Радуловые
1. Radula complanata (L.) Dumort. — Радула сплюснутая
2. Radula lindenbergiana Gottsche ex C. Hartm. — Радула Линденберга

### Ricciaceae—Риччиевые
1. Riccia beyrichiana Hampe ex Lehm. — Риччия Бейриха
2. Riccia cavernosa Hoffm. — Риччия пещеристая
3. Riccia sorocarpa Bisch. — Риччия кучкоплодная

### Scapaniaceae—Скапаниевые
1. Diplophyllum albicans (L.) Dumort. — Диплофиллум беловатый
2. Diplophyllum obtusifolium (Hook.) Dumort. — Диплофиллум туполистный
3. Diplophyllum taxifolium (Wahlenb.) Dumort. — Диплофиллум тиссолистный
4. Scapania brevicaulis Taylor — Скапания короткостебельная
5. Scapania calcicola (Arnell & J. Perss.) Ingham — Скапания
6. Scapania curta (Mart.) Dumort. — Скапания короткая
7. Scapania cuspiduligera (Nees) Müll.Frib. — Скапания остроконечная
8. Scapania gymnostomophila Kaal. — Скапания гимностомолюбивая
9. Scapania hyperborea Jörg. — Скапания крайнесеверная
10. Scapania irrigua (Nees) Nees — Скапания цельнокрайняя
11. Scapania lingulata H.Buch — Скапания языковидная
12. Scapania mucronata H.Buch — Скапания короткозаострённая
13. Scapania obcordata (Berggr.) S.W.Arnell — Скапания обратносердцевидная
14. Scapania obscura (Arnell & C.E.O.Jensen) Schiffn. — Скапания тёмная
15. Scapania paludicola Loeske & Müll.Frib. — Скапания болотолюбивая
16. Scapania paludosa (Müll.Frib.) Müll.Frib. — Скапания болотная
17. Scapania scandica (Arnell & H.Buch) Macvicar — Скапания скандинавская
18. Scapania subalpina (Nees ex Lingenb.) Dumort. — Скапания субальпийская
19. Scapania uliginosa (Sw. ex Lindenb.) Dumort. — Скапания Скапания топяная
20. Scapania undulata (L.) Dumort. — Скапания волнистая

## Bryophyta

### Amblystegiaceae—Амблистегиевые
1. Amblystegium fluviatile (Hedw.) Schimp. — Амблистегиум речной
2. Amblystegium serpens (Hedw.) Schimp. — Амблистегиум ползучий
3. Amblystegium tenax (Hedw.) C.E.O.Jensen — Амблистегиум прочный
4. Leptodictyum riparium (Hedw.) Warnst. — Лептодикциум прибрежный
5. Cratoneuron filicinum (Hedw.) Spruce — Кратоневрон папоротниковидный
6. Campyliadelphus chrysophyllus (Brid.) Kanda — Кампилиадельфус золотистолистный
7. Campyliadelphus elodes (Lindb.) Kanda — Кампилиадельфус болотный
8. Conardia compacta  (Müll.Hal.) H.Rob. — Конардия компактная
9. Warnstorfia exannulata  (Schimp.) Loeske — Варнсторфия бесколечковая
10. Warnstorfia fluitans (Hedw.) Loeske — Варнсторфия плавающая
11. Warnstorfia sarmentosa  (Wahlenb.) Hedenäs — Варнсторфия плавающая
12. Warnstorfia tundrae  (Arnell) Loeske — Варнсторфия тундровая
13. Drepanocladus aduncus (Hedw.) Warnst. — Дрепанокладус крючковидный
14. Drepanocladus polygamus  (Schimp.) Heden. — Дрепанокладус полигамный
15. Drepanocladus sordidus (C.Müll.) Heden. — Дрепанокладус загрязнённый
16. Tomenthypum nitens (Hedw.) Loeske — Томентгипнум блестящий
17. Sanionia georgi-councinata (Müll.Hal.) Ochyra & Hedenäs — Саниония джорджи-кунцината
18. Sanionia orthothecioides  (Lindb.) Loeske — Саниония ортотециовидная
19. Sanionia uncinata (Hedw.) Loeske — Саниония крючковатая
20. Scorpidium cossonii  (Schimp.) Hedenäs — Скорпидиум Коссона
21. Scorpidium revolvens  (Sw.) Rubers — Скорпидиум отвёрнутый
22. Scorpidium scorpioides (Hedw.) Limpr. — Скорпидиум скорпиовидный
23. Pseudocalliergon angustifolium Hedenäs — Pseudocalliergon узколистый
24. Pseudocalliergon lycopodioides (Brid.) Hedenäs — Pseudocalliergon плауновидный
25. Pseudocalliergon trifarium (F.Weber. & D.Mohr) Loeske — Псевдокаллиергон трёхрядный
26. Pseudocalliergon turgescens  (T.Jensen) Loeske — Pseudocalliergon вздувающийся
27. Loeskypnum badium  (Hartm.) H.K.G.Paul — Лёскипнум тёмнокаштановый

### Andreaeaceae—Андреевые
1. Andreaea blyttii Schimp. — Андрея Блитта
2. Andreaea rupestris Hedw. — Андрея скальная

### Anomodontaceae—Аномодонтовые
1. Anomodon attenuatus (Hedw.) Huebener — Аномодон утончающаяся
2. Anomodon viticulosus (Hedw.) Hook.& Taylor — Аномодон плетевидный

### Antitrichiaceae—Антитрихиевые
1. Antitrichia curtipendula (Hedw.) Brid. — Антитрихия короткоповислая

### Archidiaceae—Архидиевые
1. Archidium alternifolium (Hedw.) Schimp. — Архидиум очерёднолистный

### Aulacomniaceae—Аулакомниевые
1. Aulacomnium palustre (Hedw.) Schwägr. — Аулакомниум болотный
2. Aulacomnium turgidum (Wahlenb.) Schwägr. — Аулакомниум вздутый

### Bartramiaceae—Бартрамиевые
1. Plagiopus oederianus (Sw.) H.A.Crum & L.E.Anderson
2. Bartramia breviseta Lindb. — Бартрамия коротконожковая
3. Bartramia ithyphylla Brid. — Бартрамия прямолистная
4. Conostomum tetragonum (Hedw.) Lindb. — Коностомум четырехугольный
5. Philonotis arnellii Husn. — Филонотис Арнелля
6. Philonotis caespitosa  Jur. — Филонотис дернистый
7. Philonotis fontana (Hedw.) Brid. — Филонотис ключевой
8. Philonotis marchica (Hedw.) Brid. — Филонотис бранденбургский
9. Philonotis seriata  Mitt. — Филонотис рядковый
10. Philonotis tomentella Molendo — Филонотис войлочный

### Brachytheciaceae—Брахитециевые
1. Homalothecium lutescens (Hedw.) H.Robins — Гомалотециум желтеющий
2. Homalothecium sericeum (Hedw.) Schimp. — Гомалотециум шелковистый
3. Brachythecium albicans (Hedw.) Schimp. — Брахитециум беловатый
4. Brachythecium collinum (Müll.Hal.) Schimp. — Брахитециум холмовой
5. Brachythecium glaciale  Schimp. — Брахитециум ледниковый
6. Brachythecium glareosum  (Spruce) Schimp. — Брахитециум хрящеватый
7. Brachythecium latifolium Kindb. — Брахитециум широколистный
8. Brachythecium mildeanum  (Schimp.) Schimp. ex Milde — Брахитециум Мильде
9. Brachythecium plumosum (Hedw.) Schimp. — Брахитециум перистый
10. Brachythecium populeum (Hedw.) Schimp. — Брахитециум тополёвый
11. Brachythecium reflexum  (Starke) Schimp. — Брахитециум отогнутый
12. Brachythecium rivulare  Schimp. — Брахитециум приручейный
13. Brachythecium rutabulum (Hedw.) Schimp. — Брахитециум рутовый
14. Brachythecium salebrosum  (F.Weber & D.Mohr) Schimp. — Брахитециум неровный
15. Brachythecium starkei (Brid.) Schimp. — Брахитециум Старка
16. Brachythecium turgidum  (Hartm.) Kindb. — Брахитециум вздутый
17. Brachythecium velutinum (Hedw.) Schimp. — Брахитециум бархатистый
18. Pseudoscleropodium purum (Hedw.) M.Fleisch. ex Broth — Псевдосклероподиум чистый
19. Cirriphyllum cirrosum (Schwägr.) Grout — Циррифиллум усатый
20. Cirriphyllum crassinervium  (Wilson.) Loeske & M.Fleisch. — Циррифиллум толстожилковый
21. Cirriphyllum piliferum (Hedw.) Grout — Циррифиллюм волосконосный
22. Rhynchostegium confertum (Dicks.) Schimp. — Ринхостегиум скученный
23. Rhynchostegium murale (Hedw.) Schimp. — Ринхостегиум стенной
24. Platyhypnidium riparioides (Hedw.) Dixon — Платигипнидий береговидный
25. Eurhynchium hians (Hedw.) Sande Lac. — Эвринхиум зияющий
26. Eurhynchium praelongum (Hedw.) Schimp. — Эвринхиум длиннейший
27. Eurhynchium pulchellum (Hedw.) Jenn. — Эвринхиум красивенький
28. Eurhynchium striatulum (Spruce) Bruch et al. — Эвринхиум слабополосатый

### Bruchiaceae—Брухиевые
1. Trematodon ambiguus (Hedw.) Hornsch. — Трематодон сомнительный
2. Trematodon brevicollis Hornsch. — Трематодон короткошейковый

### Bryaceae—Бриевые
1. Anomobryum julaceum (P.Gaertn. et al.) Schimp. — Аномобриум серёжчатый
2. Bryum acutiforme  Limpr. — Бриум заострённая
3. Bryum algovicum  C.Muell. — Бриум альгёйский
4. Bryum archangelicum  Bruch et Schimp. — Бриум архангельский
5. Bryum arcticum (R.Brown) Bruch et Schimp. — Бриум арктический
6. Bryum argenteum Hedw. — Бриум серебристый
7. Bryum axel-blyttii  Philib. — Бриум Акселя Блютта
8. Bryum barnesii  Wood ex Shimp. — Бриум Барнеса
9. Bryum bicolor Dicks. — Бриум двухцветный
10. Bryum bryoides  (R.Brown) Aongstr. — Бриум моховидный
11. Bryum caespiticium Hedw. — Бриум дернистый
12. Bryum calophyllum  R.Brown — Бриум красиволистный
13. Bryum capillare Hedw. — Бриум волосконосный
14. Bryum creberrimum  Tayl. — Бриум густейший
15. Bryum cryophilum  Maort. — Бриум холодолюбивый
16. Bryum curvatum  Kaur. et. H.Arn. — Бриум изогнутый
17. Bryum elegans  Brid. — Бриум изящный
18. Bryum imbricatum  Bruch et Schimp. — Бриум черепитчатый
19. Bryum intermedium (Brid.) Bland. — Бриум промежуточный
20. Bryum klinggraeffii  Schimp. — Бриум Клинггреффа
21. Bryum knowltonii  Barnes — Бриум Нолтона
22. Bryum laevifilum  Syed — Бриум гладконитевый
23. Bryum longisetum  Schwaegr. — Бриум длинноножковый
24. Bryum marratii  Wils. — Бриум Маррата
25. Bryum muehlenbeckii Bruch. et Schimp. — Бриум Мюленбека
26. Bryum neodamense Itzigs. Ex Müll.Hal. — Бриум нейдаммский
27. Bryum nitidulum  Lindb. — Бриум лоснящийся
28. Bryum pallens (Brid.) Sw. — Бриум бледный
29. Bryum pallescens  Schwaegr. — Бриум бледноватый
30. Bryum pseudotriquetrum (Hedw.) Gaertn.et al — Бриум ложнотрёхгранный
31. Bryum purpurascens  (R.Brown) Bruch et Schimp. — Бриум пурпурнокрасноватый
32. Bryum rutilans Brid. — Бриум красноватый
33. Bryum salinum  Limpr. — Бриум соляной
34. Bryum sauteri  Bruch. et Schimp. — Бриум Заутера
35. Bryum schleicheri  Lam. et Cand. — Бриум Шлейхера
36. Bryum subapiculatum  Hampe — Бриум почтиостроконечный
37. Bryum tenuisetum  Limpr. — Бриум тонкощетинковый
38. Bryum vermigerum  H.Arn. et C. Jens. — Бриум червеобразный
39. Bryum violaceum  Crundw. & Nyh. — Бриум фиолетовый
40. Bryum warneum  (Röhl.) Brid. — Бриум варнский
41. Bryum weigelii Spreng. — Бриум Вейгеля
42. Plagiobryum demissum  (Hook.) Lindb. — Плагиобриум опущенный
43. Plagiobryum zieri  Lindb. — Плагиобриум Зайера
44. Rhodobryum roseum (Hedw.) Limpr. — Родобриум розовый

### Bryoxiphiaceae—Бриоксифиевые
1. Bryoxiphium norvegicum (Brid.) Mitt. — Бриоксифиум норвежский

### Calliergonaceae—Каллиергоновые
1. Calliergon cordifolium (Hedw.) Kindb. — Каллиэргон сердцевиднолистный
2. Calliergon giganteum  (Schimp.) Kindb. — Каллиэргон гигантский
3. Calliergon richardsonii (Mitt.) Kindb. — Каллиэргон Ричардсона
4. Straminergon stramineum (Brid.) Hedenäs — Страминэргон соломенно-жёлтый

### Campyliaceae—Кампилиевые
1. Campylium laxifolium  Engelm. & Hedenäs — Кампилиум расставленнолистный
2. Campylium protensum (Brid.) Kindb. — Кампилиум вытянутый
3. Campylium stellatum (Hedw.)J.Lange & C.E.O.Jens. — Кампилиум звёздчатый
4. Hygrohypnum alpestre (Hedw.) Loeske — Гигрогипнум приальпийский
5. Hygrohypnum alpinum  (Lindb.) Loeske — Гигрогипнум альпийский
6. Hygrohypnum duriusculum  (De Not.) Jamieson — Гигрогипнум твердоватый
7. Hygrohypnum luridum (Hedw.) Jenn. — Гигрогипнум грязно-жёлтый
8. Hygrohypnum molle (Hedw.) Loeske — Гигрогипнум мягкий
9. Hygrohypnum ochraceum  (Wils.) Loeske — Гигрогипнум охристый
10. Hygrohypnum polare  (Lindb.) Loeske — Гигрогипнум полярный
11. Hygrohypnum smithii  (Sw.) Broth. — Гигрогипнум Смита
12. Hygrohypnum styriacum (Limpr.) Broth. — Гигрогипнум стирийский

### Catoscopiaceae—Катоскопиевые
1. Catoscopium nigritum (Hedw.) Brid. — Катоскопиум чернеющий

### Climaciaceae—Климациевые
1. Climacium dendroides (Hedw.) F.Web. & D.Mohr — Климациум древовидный

### Dicranaceae—Дикрановые
1. Aongstroemia longipes  (Sommerf.) Bruch & Schimp. — Онгстремия длинноножковая
2. Dicranella cerviculata (Hedw.) Schimp. — Дикранелла зобатая
3. Dicranella crispa (Hedw.) Schimp. — Дикранелла курчавая
4. Dicranella grevilleana (Brid.) Schimp. — Дикранелла Гревилля
5. Dicranella heteromalla (Hedw.) Schimp. — Дикранелла разнонаправленная
6. Dicranella palustris (Dicks.) Crundw. ex E.F. Warb. — Дикранелла болотная
7. Dicranella riparia (H.Lindb.) Mårtensson & Nyholm — Дикранелла береговая
8. Dicranella rufescens (Dicks.) Schimp. — Дикранелла рыжеватая
9. Dicranella schreberiana (Hedw.) Dixon — Дикранелла Шребера
10. Dicranella subulata (Hedw.) Schimp. — Дикранелла шиловидная
11. Dicranella varia (Hedw.) Schimp. — Дикранелла изменчивая
12. Dicranum acutifolium (Lindb.& Arnell) C.E.O.Jensen — Дикранум остролистный
13. Dicranum angustum Lindb. — Дикранум узкий
14. Dicranum bonjeanii DeNot. — Дикранум Бонжана
15. Dicranum elongatum Schleich. ex Schwägr. — Дикранум удлинённый
16. Dicranum flexicaule Brid. — Дикранум извилистостебельный
17. Dicranum fuscescens Sm. — Дикранум буроватый
18. Dicranum laevidens R.S.Williams — Дикранум гладкозубый
19. Dicranum majus Sm. — Дикранум большой
20. Dicranum scoparium Hedw. — Дикранум метловидный
21. Dicranum spadiceum  J.E.Zetterst. — Дикранум каштановый
22. Dicranum tauricum Sapjegin — Дикранум крымский

### Diphysciaceae—Дифисциевые
1. Diphyscium foliosum (Hedw.) D.Mohr — Дифисциум многолистный

### Distichiaceae—Дистихиевые
1. Distichium capillaceum (Hedw.) Bruch. & Schimp. — Дистихиум волосовидный
2. Distichium inclinatum (Hedw.) Bruch. & Schimp. — Дистихиум наклонённый

### Ditrichaceae—Дитриховые
1. Ceratodon purpureus (Hedw.) Brid. — Цератодон пурпурный
2. Ditrichum cylindricum (Hedw.) Grout — Дитрихум цилиндрический
3. Ditrichum flexicaule  (Schwaegr.) Hampe — Дитрихум извилистостебельный
4. Ditrichum gracile (Mitt) Kuntze — Дитрихум стройный
5. Ditrichum heteromallum (Hedw.) Britt. — Дитрихум разнонаправленный
6. Ditrichum lineare (Sw.) Lindb. — Дитрихум линейный
7. Ditrichum pusillum (Hedw.) Hampe — Дитрихум крошечный
8. Ditrichum zonatum (Brid.) Kindb. — Дитрихум зональный
9. Pleuridium subulatum (Hedw.) Rabenh. — Плеуридиум шиловидный
10. Saelania glaucescens (Hedw.) Broth. — Сэлания сизоватая

### Encalyptaceae—Энкалиптовые
1. Encalypta alpina Sm. — Энкалипта альпийская
2. Encalypta brevipes Schljakov — Энкалипта коротконожковая
3. Encalypta ciliata Hedw. — Энкалипта реснитчатая
4. Encalypta procera Bruch — Энкалипта высокорослая
5. Encalypta rhaptocarpa Schwägr. — Энкалипта полосатоплодная
6. Encalypta streptocarpa Hedw. — Энкалипта скрученноплодная

### Entodontaceae—Энтодонтовые
1. Entodon concinnus (De Not.) Paris — Энтодон стройный

### Ephemeraceae—Эфемеровые
1. Ephemerum serratum (Hedw.) Hampe — Эфемерум пильчатый

### Fissidentaceae—Фиссиденсовые
1. Fissidens adianthoides Hedw. — Фиссиденс адиантовидный
2. Fissidens bryoides Hedw. — Фиссиденс моховидный
3. Fissidens dubius P.Beauv. — Фиссиденс сомнительный
4. Fissidens gracilifolius Brugg.  Nan. & Nyholm — Фиссиденс изящнолистный
5. Fissidens osmundoides Hedw. — Фиссиденс осмундовидный
6. Fissidens pusillus (Wilson) Milde — Фиссиденс крошечный

### Fontinalaceae—Фонтиналисовые
1. Fontinalis antipyretica Hedw. — Фонтиналис противоогневой
2. Dichelyma falcatum (Hedw.) Myrin — Дихелима серповидная

### Funariaceae—Фунариевые
1. Funaria hygrometrica Hedw. — Фунария гигрометрическая
2. Entosthodon attenuatus (Dicks.) Bryhn — Энтостодон оттянутый
3. Entosthodon obtusus (Hedw.) Lindb. — Энтостодон тупая

### Grimmiaceae—Гриммиевые
1. Grimmia alpestris (F. Weber et D.Mohr) Schleich. — Гриммия альпийская
2. Grimmia anomala  Hampe ex Schimp. — Гриммия аномальная
3. Grimmia curvata (Brid.) De Sloover — Гриммия Рамонда
4. Grimmia donniana Sm. — Гриммия Донна
5. Grimmia elongata Kaulf. — Гриммия удлинённая
6. Grimmia funalis (Schwägr.) Bruch & Schimp. — Гриммия шнуровидная
7. Grimmia longirostris Hook. — Гриммия длинноклювая
8. Grimmia montana Bruch. & Schimp. — Гриммия горная
9. Grimmia ovalis (Hedw.) Lindb. — Гриммия овальная
10. Grimmia plagiopodia Hedw. — Гриммия косоногая
11. Grimmia reflexidens Müll.Hal. — Гриммия отогнутозубцовая
12. Grimmia torquata Hornsch. ex Grev. — Гриммия скрученная
13. Racomitrium aciculare (Hedw.) Brid. — Ракомитриум игловидный
14. Racomitrium canescens (Hedw.) Brid. — Ракомитриум седоватый
15. Racomitrium ellipticum (Turner) Bruch. & Schimp. — Ракомитриум эллиптический
16. Racomitrium elongatum Frisvoll — Ракомитриум удлинённый
17. Racomitrium ericoides (Brid.) Brid. — Ракомитриум вересковидный
18. Racomitrium fasciculare (Hedw.) Brid. — Ракомитриум пучковатый
19. Racomitrium heterostichum (Hedw.) Brid. — Ракомитриум разнорядный
20. Racomitrium lanuginosum (Hedw.) Brid. — Ракомитриум шерстистый
21. Racomitrium macounii Kindb. — Ракомитриум Макоуна
22. Racomitrium microcarpon (Hedw.) Brid. — Ракомитриум мелкоплодный
23. Racomitrium obtusum (Brid.) Brid. — Ракомитриум тупой
24. Racomitrium sudeticum (Funck) Bruch. & Schimp. — Ракомитриум судетский
25. Schistidium agassizii Sull. & Lesq. — Схистидиум Агассиса
26. Schistidium apocarpum (Hedw.) Bruch & Schimp. — Схистидий скрытоплодный
27. Schistidium atrofuscum (Schimp.) Limpr. — Схистидиум чёрно-бурый
28. Schistidium confertum  (Funck.) Bruch.& Schimp. — Схистидиум густой
29. Schistidium crassipilum H.H.Blom — Схистидиум толстоволосковый
30. Schistidium dupretii (Thér.) W.A.Weber — Схистидиум Дюпре
31. Schistidium flaccidum (De Not.) Ochyra — Схистидиум обвисший
32. Schistidium flexipile (Lindb. ex Broth.) G.Roth — Схистидиум извилистоволосковый
33. Schistidium frigidum H.H.Blom. — Схистидиум холодный
34. Schistidium maritimum (Turner) Bruch.& Schimp. — Схистидиум приморский
35. Schistidium papillosum Culm. — Схистидиум папиллозный
36. Schistidium platyphyllum (Mitt.) H.Perss. — Схистидиум плосколистный
37. Schistidium pruinosum (Wilson ex Schimp.) G.Roth — Схистидиум заиндевелый
38. Schistidium rivulare (Brid.) Podp. — Схистидиум речной
39. Schistidium strictum (Turner) Loeske ex Mårtensson — Схистидиум торчащий
40. Schistidium submuticum Zickendr. Ex H.H.Blom — Схистидиум почтитупоконечный
41. Schistidium tenerum (J.E.Zetterst.) Nyholm — Схистидиум нежный
42. Schistidium venetum H.H.Blom — Схистидиум лазоревый

### Hedwigiaceae—Гедвигиевые
1. Hedwigia stellata  Hedenäsv — Гедвигия звездчатая

### Helodiaceae—Гелодиевые
1. Helodium blandowii  (F.Weber.& D.Mohr) Warnst. — Гелодиум Бландова
2. Palustriella commutata (Hedw.) Ochyra — Палюстриелла изменчивая
3. Palustriella decipiens  (De Not.) Ochyra — Палюстриелла обманчивая
4. Palustriella falcata (Brid.) Hedenäs — Палюстриелла серповидная

### Hookeriaceae—Гукериевые
1. Hookeria lucens (Hedw.) Sm. — Гукерия блестящая

### Hylocomiaceae—Гилокомиевые
1. Ctenidium molluscum (Hedw.) Mitt. — Ктенидиум мягкий
2. Hylocomiastrum pyrenaicum  (Spruce) M.Fleisch. — Гилокомиаструм пиренейский
3. Hylocomium splendens (Hedw.) Schimp. — Гилокомиум блестящий
4. Pleurozium schreberi (Brid.) Mitt. — Плевроциум Шребера
5. Rhytidiadelphus loreus (Hedw.) Warnst. — Ритидиадельфус лореус
6. Rhytidiadelphus squarrosus (Hedw.) Warnst. — Ритидиадельфус растопыренный
7. Rhytidiadelphus triquetrus (Hedw.) Warnst. — Ритидиадельфус трёхгранный

### Hypnaceae—Гипновые
1. Hypnum bambergeri Schimp. — Гипнум Бамберга
2. Hypnum callichroum Brid. — Гипнум красивоокрашенный
3. Hypnum cupressiforme Hedw. — Гипнум кипарисовидный
4. Hypnum hamulosum Schimp. — Гипнум крючковатый
5. Hypnum jutlandicum K.A.Holmen & E.Warncke — Гипнум ютландский
6. Hypnum lacunosum (Brid.) Hoffm. ex Brid. — Гипнум выямчатый
7. Hypnum lindbergii Mitt. — Гипнум Линдберга
8. Hypnum pratense W.Koch ex Spruce — Гипнум луговой
9. Hypnum resupinatum Taylor — Гипнум опрокинутый
10. Hypnum revolutum (Mitt.) Lindb. — Гипнум завёрнутый
11. Hypnum vaucheri Lesq. — Гипнум Воше
12. Taxiphyllum wissgrillii (Garov.) Wijk & Margad. — Таксифиллум Виссгрилли

### Lembophyllaceae—Лембофилловые
1. Isothecium alopecuroides (Dubois) Isov. — Изотециум лисохвостовидный
2. Isothecium myosuroides Brid. — Изотециум мышехвостоподобный

### Leskeaceae—Лескеевые
1. Leskea polycarpa Hedw. — Лескеа многоплодная

### Leucodontaceae—Леукодоновые
1. Leucodon sciuroides (Hedw.) Schwägr. — Леукодон беличий

### Leucobryaceae—Леукобриевые
1. Campylopus flexuosus (Hedw.)Brid. — Кампилопус извилистый
2. Campylopus introflexus (Hedw.)Brid. — Кампилопус согнутый
3. Campylopus pyriformis (Schultz) Brid. — Кампилопус грушевидный
4. Campylopus schimperi Milde — Кампилопус Шимпера
5. Campylopus subulatus Schimp. — Кампилопус шиловидный

### Meesiaceae—Меезиевые
1. Amblyodon dealbatus (Hedw.) Bruch.& Schimp. — Амблиодон беловатый
2. Leptobryum pyriforme (Hedw.) Wilson — Лептобриум грушевидный
3. Meesia triquetra (Richter) Ångstr. — Меезия трёхгранная
4. Meesia uliginosa Hedw. — Меезия топяная
5. Paludella squarrosa (Hedw.) Brid. — Палюделла оттопыренная

### Mielichhoferiaceae—Милихгофериевые
1. Pohlia andalusica  (Höhn.) Broth. — Полия андалузская
2. Pohlia annotina (Hedw.) Lindb. — Полия годичная
3. Pohlia bulbifera (Warnst.) Warnst. — Полия почконосная
4. Pohlia cruda (Hedw.) Lindb. — Полия свежая
5. Pohlia drummondii  (Müll.Hal.) A.L.Andrews — Полия Драммонда
6. Pohlia elongata Hedw. — Полия удлинённая
7. Pohlia filum  (Schimp.) Mårtensson — Полия нитевидная
8. Pohlia ludwigii (Spreng. ex Schwägr.) Broth. — Полия Людвига
9. Pohlia nutans (Hedw.) Lindb. — Полия поникшая
10. Pohlia obtusifolia (Brid.) L.F.Koch — Полия туполистная
11. Pohlia proligera  (Lindb. ex Breidl.) Lindb. ex Arnell — Полия выводковая
12. Pohlia wahlenbergii (F.Weber.& D.Mohr) A.L.Andrews — Полия Валенберга

### Mniaceae—Мниевые
1. Cinclidium stygium Sw. — Цинклидиум стигийский
2. Cinclidium subrotundum Lindb. — Цинклидиум почтиокруглый
3. Cyrtomnium hymenophylloides  (Huebener) T.J.Kop. — Циртомниум гименофиллоидный
4. Mnium blyttii Bruch et Schimp. — Мниум Блютта
5. Mnium hornum Hedw. — Мниум годовалый
6. Mnium marginatum (Dicks.) P.Beauv. — Мниум окаймлённый
7. Mnium spinosum  (Voit) Schwägr. — Мниум колючий
8. Mnium stellare Hedw. — Мниум звёздчатый
9. Mnium thomsonii  Schimp. — Мниум Томсона
10. Plagiomnium cuspidatum (Hedw.) T.J.Kop. — Плагиомниум остроконечный
11. Plagiomnium elatum  (Bruch & Schimp.) T.J.Kop. — Плагиомниум высокий
12. Plagiomnium ellipticum (Brid.) T.J.Kop. — Плагиомниум эллиптический
13. Plagiomnium medium  (Bruch & Schimp.) T.J.Kop. — Плагиомниум средний
14. Plagiomnium rostratum  (Schrad.) T.J.Kop. — Плагиомниум клювовидный
15. Plagiomnium undulatum (Hedw.) T.J.Kop. — Плагиомниум волнистый
16. Pseudobryum cinclidioides  (Huebener) T.J.Kop. — Псевдобриум цинклидиевидный
17. Rhizomnium andrewsianum (Steere) T.J.Kop. — Ризомниум Эндрюса
18. Rhizomnium magnifolium (Horik.) T.J.Kop. — Ризомниум крупнолистный
19. Rhizomnium pseudopunctatum (Bruch & Schimp.) T.J.Kop. — Ризомниум ложноточечный
20. Rhizomnium punctatum (Hedw.) T.J.Kop. — Ризомниум точечный

### Neckeraceae—Неккеровые
1. Neckera complanata (Hedw.) Huebener — Неккера уплощённая
2. Neckera crispa Hedw. — Неккера курчавая
3. Homalia trichomanoides (Hedw.) Schimp. — Гомалия трихомановидная
4. Thamnobryum alopecurum (Hedw.) Nieuwl. ex Gang. — Тамнобриум лисохвостый

### Orthotrichaceae—Ортотриховые
1. Orthotrichum alpestre Bruch. et Schimp. — Ортотрихум альпийский
2. Orthotrichum anomalum Hedw. — Ортотрихум необыкновенный
3. Orthotrichum cupulatum Brid. — Ортотрихум плюсконосный
4. Orthotrichum laevigatum  J.E.Zetterst. — Ортотрихум приглаженный
5. Orthotrichum pylaisii  Brid. — Ортотрихум Пиле
6. Orthotrichum rupestre  Schleich. ex Schwägr. — Ортотрихум скальный
7. Orthotrichum speciosum  Nees — Ортотрихум красивый
8. Orthotrichum stramineum  Hornsch. ex Brid. — Ортотрихум соломенно-жёлтый
9. Orthotrichum striatum Hedw. — Ортотрихум полосатый
10. Ulota phyllantha Brid. — Улота лиственноцветная
11. Zygodon viridissimus (Dicks.) Brid. — Зигодон зеленейший

### Plagiotheciaceae—Плагиотециевые
1. Isopterygiopsis pulchella (Hedw.) Z.Iwats. — Изоптеригиопсис красивенький
2. Myurella julacea  (Schwaegr.) Schimp. — Миурелла серёжчатая
3. Myurella tenerrima (Brid.) Lindb. — Миурелла нежнейшая
4. Orthothecium chryseon (Schwägr.) Schimp. — Ортотециум золотистый
5. Orthothecium intricatum (Hartm.) Schimp. — Ортотециум красновато-бурый
6. Orthothecium rufescens (Brid.) Schimp. — Ортотециум спутанный
7. Orthothecium strictum Lor. — Ортотециум узкий
8. Plagiothecium cavifolium (Brid.) Z.Iwats. — Плагиотециум вогнутолистный
9. Plagiothecium denticulatum (Hedw.) Schimp. — Плагиотециум мелкозубчатый
10. Plagiothecium succulentum  (Wilson)Lindb. — Плагиотециум суккулентный
11. Platydictya jungermannioides (Brid.) H.A.Crum — Платидикция юнгерманниевидная
12. Pseudotaxiphyllum elegans (Brid.) Z.Iwats. — Псевдотаксифиллум изящный

### Polytrichaceae—Политриховые
1. Atrichum angustatum (Brid.) Bruch & Schimp. — Атрихум суженный
2. Atrichum tenellum (Röhl.) Bruch & Schimp. — Атрихум тоненький
3. Atrichum undulatum (Hedw.) P.Beauv. — Атрихум волнистый
4. Oligotrichum hercynicum (Hedw.) Lam. et DC. — Олиготрихум герцинский
5. Pogonatum dentatum (Brid.) Brid. — Погонатум зубчатый
6. Pogonatum nanum (Hedw.) P.Beauv. — Погонатум карликовый
7. Pogonatum urnigerum (Hedw.) P.Beauv. — Погонатум урновидный
8. Polytrichum alpinum Hedw. — Политрихум альпийский
9. Polytrichum commune Hedw. — Политрихум обыкновенный
10. Polytrichum formosum Hedw. — Политрихум красивый
11. Polytrichum hyperboreum R.Brown — Политрихум крайнесеверный
12. Polytrichum juniperinum Hedw. — Кукушкин лён можжевельниковый
13. Polytrichum longisetum Sw. Ex Brid. — Политрихум длинноножковый
14. Polytrichum piliferum Hedw. — Политрихум волосоносный
15. Polytrichum sexangulare Brid. — Политрихум шестиугольный
16. Polytrichum sphaerothecium (Besch.) Müll.Hal. — Политрихум сферический
17. Polytrichum strictum Brid. — Политрихум сжатый
18. Polytrichum swartzii Hartm. — Политрихум Шварца
19. Psilopilum cavifolium (Wilson) I.Hagen — Псилопилум вогнутолистный
20. Psilopilum laevigatum (Wahlenb.) Lindb. — Псилопилум лоснящийся

### Pottiaceae—Поттиевые
1. Weissia controversa Hedw. — Вейзия спорная
2. Weissia rutilans (Hedw.) Lindb. — Вейзия красноватая
3. Tortella fragilis (Drumm.) Limpr. — Тортелла ломкая
4. Tortella tortuosa (Hedw.) Limpr. — Тортелла извилистая
5. Trichostomum brachydontium Bruch — Трихостомум широкозубый
6. Trichostomum tenuirostre (Hook. & Tayl.) Lindb. — Трихостомум тонкоклювый
7. Bryoerythrophyllum ferruginascens (Stirt.) Giacom. — Бриоэритрофиллум ржавенький
8. Bryoerythrophyllum recurvirostrum (Hedw.) P.C.Chen — Бриоэритрофиллум кривоклювый
9. Hymenostylium recurvirostrum (Hedw.) Dixon — Гименостилиум кривоклювый
10. Anoectangium aestivum (Hedw.) Mitt. — Анектангиум летний
11. Gymnostomum aeruginosum Sm. — Гимностомум сине-зелёный
12. Gyroweisia tenuis (Hedw.) Schimp. — Гировейзия тонкая
13. Molendoa warburgii (Crundw. & M.O.Hill) R.H.Zander — Молендоа Варбурга
14. Barbula unguiculata Hedw. — Барбула полудюймовая
15. Didymodon asperifolius (Mitt.) H.A.Crum et al. — Дидимодон шероховатолистный
16. Didymodon brachyphyllus (Sull.) R.H.Zander — Дидимодон коротколистный
17. Didymodon fallax (Hedw.) R.H.Zander — Дидимодон обманчивый
18. Didymodon ferrugineus (Schimp. ex Besch.) M.O.Hill — Дидимодон ржавый
19. Didymodon icmadophilus (Schimp. ex Müll.Hal.) K. Saito — Дидимодон влаголюбивый
20. Didymodon insulanus (De Not.) M.O. Hill — Дидимодон островной
21. Didymodon rigidulus Hedw. — Дидимодон жестковатый
22. Didymodon tophaceus (Brid.) Lisa — Дидимодон туфовый
23. Didymodon vinealis (Brid.) R.H.Zander — Дидимодон виноградниковый
24. Stegonia latifolia (Schwägr.) Venturi ex Broth. — Стегония широколистая
25. Tortula cernua (Huebener) Lindb. — Тортула наклонённая
26. Tortula euryphylla R.H. Zander — Тортула широколистная
27. Tortula modica R.H.Zander — Тортула умеренная
28. Tortula mucronifolia Schwägr. — Тортула остроконечнолистная
29. Tortula muralis Hedw. — Тортула стенная
30. Tortula obtusifolia (Schwägr.) Mathieu — Тортула туполистная
31. Tortula subulata Hedw. — Тортула шиловидная
32. Tortula truncata (Hedw.) Mitt. — Тортула усечённая
33. Hennediella heimii (Hedw.) R.H.Zander — Геннедиелла Гейма
34. Syntrichia norvegica F.Weber — Синтрихия норвежская
35. Syntrichia ruraliformis (Besch.) Cardot — Синтрихия деревенсковидная
36. Syntrichia ruralis (Hedw.) F.Weber & D.Mohr — Синтрихия деревенская

### Pseudoleskeaceae—Псевдолескеевые
1. Lescuraea incurvata (Hedw.) E.Lawton — Лескурея согнутая
2. Lescuraea patens  (Lindb.) Arnell & C.E.O.Jensen — Лескурея складчатая
3. Lescuraea plicata  (F.Web. & D.Mohr) Broth. — Лескурея складчатая
4. Lescuraea radicosa  (Mitt.) Mönk. — Лескурея войлочная
5. Lescuraea saxicola  (Schimp.) Milde — Лескурея скальная

### Pseudoleskeellaceae—Псевдолескеелловые
1. Pseudoleskeella nervosa (Brid.) Nyholm — Псевдолескеелла жилковатая
2. Pseudoleskeella rupestris (Berggr.) Hedenäs & Söderström — Псевдолескеелла скальная
3. Pseudoleskeella tectorum (Brid.) Kindb. ex Broth. — Псевдолескеелла кровельная

### Pterigynandraceae—Птеригинандровые
1. Pterigynandrum filiforme Hedw. — Птеригинандрум нитевидный
2. Heterocladium dimorphum (Brid.) Schimp. — Гетерокладиум диморфный

### Pterogoniaceae—Птерогониевые
1. Pterogonium gracile (Hedw.) Sm. — Птерогоний грациозный

### Ptychomitriaceae—Глифомитриевые
1. Glyphomitrium daviesii (Dicks.) Brid. — Глифомитриум Дэвиса

### Pylaisiaceae—Пилезиевые
1. Calliergonella cuspidata (Hedw.) Loeske — Каллиэргонелла заострённая

### Rhabdoweisiaceae—Рабдовейзиевые
1. Arctoa anderssonii Wichura — Арктоа Андерсона
2. Arctoa fulvella (Dicks.) Bruch & Schimp. — Арктоа красновато-бурая
3. Kiaeria blyttii  (Schimp.) Broth. — Киэрия Блютта
4. Kiaeria falcata (Hedw.) I.Hagen — Киэрия серповидная
5. Kiaeria glacialis (Berggr.) I.Hagen — Киэрия ледниковая
6. Kiaeria starkei  (F.Weber & D.Mohr) I.Hagen — Киэрия Старка
7. Amphidium lapponicum (Hedw.) Schimp. — Амфидиум лапландский
8. Amphidium mougeotii Bruch & Schimp.) Schimp. — Амфидиум Мужо
9. Dichodontium pellucidum (Hedw.) Schimp. — Диходонциум прозрачный
10. Dicranoweisia crispula (Hedw.) Milde — Дикрановейзия курчавенькая
11. Cynodontium jenneri  (Schimp.) Stirt. — Цинодонциум Дженнера
12. Cynodontium strumiferum (Hedw.) Lindb. — Цинодонциум зобатый
13. Oncophorus virens (Hedw.) Brid. — Онкофорус зеленоватый
14. Oncophorus wahlenbergii  Brid. — Онкофорус Валенберга

### Rhytidiaceae—Ритидиевые
1. Rhytidium rugosum (Hedw.) Kindb. — Ритидиум морщинистый

### Seligeriaceae—Селигериевые
1. Blindia acuta (Hedw.) Bruch. & Schimp. — Блиндия острая
2. Seligeria brevifolia (Lindb.) Lindb. — Зелигерия коротколистная

### Sphagnaceae—Сфагновые
1. Sphagnum affine Renauld & Cardot — Сфагнум близкий
2. Sphagnum angermanicum Melin — Сфагнум негеманский
3. Sphagnum angustifolium (C.E.O.Jensen ex Russow) C.E.O.Jensen — Сфагнум узколистный
4. Sphagnum centrale C.E.O.Jensen — Сфагнум центральный
5. Sphagnum compactum Lam. & DC. — Сфагнум компактный
6. Sphagnum contortum K.F.Schultz — Сфагнум скрученный
7. Sphagnum denticulatum Brid. — Сфагнум мелкозубчатый
8. Sphagnum fallax (H.Klinggr.) H.Klinggr. — Сфагнум обманчивый
9. Sphagnum fimbriatum Wilson — Сфагнум бахромчатый
10. Sphagnum flexuosum Dozy et Molk. — Сфагнум извилистый
11. Sphagnum girgensohnii Russow. — Сфагнум Гиргензона
12. Sphagnum inundatum Russow. — Сфагнум пойменный
13. Sphagnum lindbergii Schimp. ex Lindb. — Сфагнум Линдберга
14. Sphagnum magellanicum Brid. — Сфагнум магелланский
15. Sphagnum obtusum Warnst. — Сфагнум тупой
16. Sphagnum palustre Hedw. — Сфагнум болотный
17. Sphagnum papillosum Lindb. — Сфагнум папиллозный
18. Sphagnum platyphyllum (Lindb. ex Braithw.)Sull ex  Warnst. — Сфагнум плосколистный
19. Sphagnum riparium Ångstr. — Сфагнум береговой
20. Sphagnum russowii Warnst. — Сфагнум Руссова
21. Sphagnum squarrosum Crome — Сфагнум оттопыренный
22. Sphagnum strictum Sull. — Сфагнум торчащий
23. Sphagnum subnitens Russow &. Warnst. — Сфагнум блестящий
24. Sphagnum subsecundum Nees — Сфагнум однобокий
25. Sphagnum tenellum (Brid.) Bory — Сфагнум нежный
26. Sphagnum teres (Schimp.) Ångstr. — Сфагнум гладкий
27. Sphagnum warnstorfii Russow — Сфагнум Варнсторфа

### Splachnaceae—Сплахновые
1. Tayloria acuminata Hornsch. — Тэйлория остроконечная
2. Tayloria lingulata (Dicks.) Lindb. — Тэйлория языковидная
3. Tetraplodon mnioides (Hedw.) Bruch & Schimp. — Тетраплодон мниевидный
4. Tetraplodon pallidus I.Hagen — Тетраплодон бледный
5. Splachnum sphaericum Hedw. — Сплахнум сферический
6. Splachnum vasculosum Hedw. — Сплахнум сосудообразный

### Thuidiaceae—Туидиевые
1. Abietinella abietina (Hedw.) M. Fleisch. — Абиетинелла пихтовидная
2. Thuidium delicatulum (Hedw.) Mitt. — Туидиум нежный
3. Thuidium philibertii Limpr. — Туидиум Филибера
4. Thuidium recognitum (Hedw.) Lindb. — Туидиум признанный
5. Thuidium tamariscinum (Hedw.) Schimp. — Туидиум тамарисковый

### Timmiaceae—Тиммиевые
1. Timmia austriaca Hedw. — Тиммия австрийская
2. Timmia bavarica Hessl. — Тиммия баварская
3. Timmia comata Lindb. & Arnell — Тиммия хохолковая
4. Timmia norvegica J.E.Zetterst. — Тиммия норвежская